# Músculo extensor ulnar do carpo
O músculo extensor ulnar do carpo é um músculo do antebraço. Realiza extensão com desvio ulnar.